# Iran op de Olympische Zomerspelen 1900
Eén schermer met de Perzische nationaliteit nam deel aan de Olympische Zomerspelen 1900 in Parijs. Hiermee was dit de allereerste olympische deelnemer uit Iran. Het zou nog tot 1948 duren voordat Iran een olympische ploeg stuurde om deel te nemen aan de Spelen.

## Deelnemers en resultaten
(m) = mannen, (v) = vrouwen 

### Schermen
| Olympiër        | Discipline | Resultaat   | Prestatie                                    |
| --------------- | ---------- | ----------- | -------------------------------------------- |
| Freydoun Malkom | degen (m)  | kwartfinale | 1ste ronde groep I: 2de kwartfinale D: 4-6de |

Argentinië · Australië · België · Bohemen · Brits-Indië · Canada · Cuba · Denemarken · Duitsland · Frankrijk · Griekenland · Groot-Brittannië · Haïti · Hongarije · Iran · Italië · Luxemburg · Mexico · Nederland · Noorwegen · Oostenrijk · Peru · Roemenië · Rusland · Spanje · Verenigde Staten · Zweden · Zwitserland · Gemengde teams